# Шкура дракона (бронежилет)

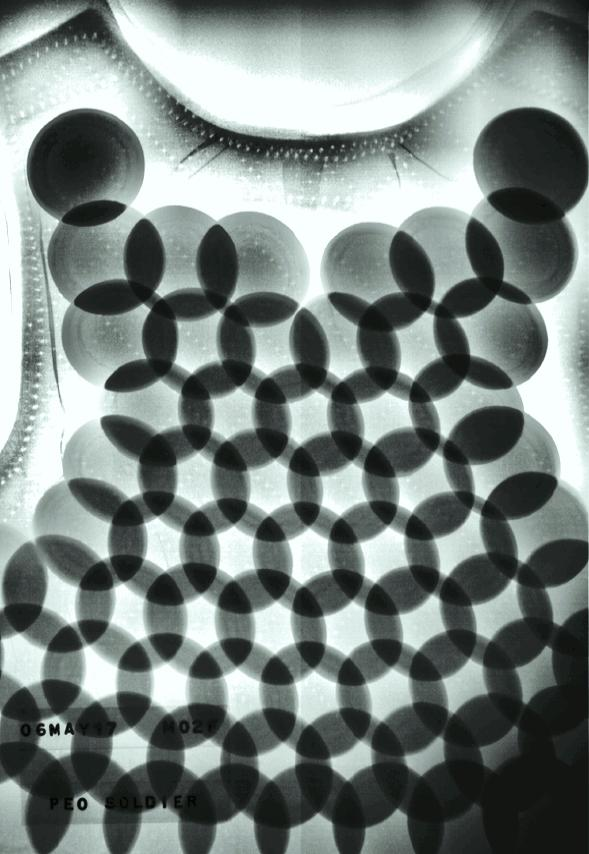
Рентген «Шкуры Дракона»

«Шкура дракона» (англ. Dragon Skin) — бронежилет, разработанный и производимый американской фирмой Pinnacle Armor. Производится серийно в г. Фресно, штат Калифорния.
Бронежилет отличается чешуйчатой конструкцией защитных элементов, скрепленных вместе таким образом, что обеспечивает одновременно высокую площадь защиты и удобство ношения. «Чешуйки» представляют собой керамические пластинчатые диски диаметром 50 мм и толщиной 6,4 мм сделанные из карбида кремния  Ряд испытаний показали, что «Шкура дракона» может успешно противостоять многократным попаданиям пуль, выпущенных с близкой дистанции из HK MP5, M16 и даже АК. «Шкура дракона» выдерживает до 40 попаданий из указанных выше видов оружия и подрыв ручной гранатой.
Бронежилет доступен в следующих версиях: SOV-2000 (III уровень защиты) и SOV-3000 (IV уровень защиты). SOV-2000 стоит от $5000 за единицу по состоянию на 2011 год.

## Конструкция
Бронежилет состоит из чехла и помещаемого в него защитного пакета. По конструкции и компоновке бронежилет очень напоминает советский бронежилет ЖЗЛ-74 (жилет защитный легкий), состоящий из аналогичных по форме алюминиевых пластинчатых дисков.

### Преимущества
- Высокая площадь противопульной защиты
- Удобство ношения — защитный пакет обладает относительной гибкостью
- Высокая живучесть противопульной защиты — в том случае, если клеевой состав, на который крепятся диски (см. недостатки) сможет удержать диски на своих местах.
- Малая масса бронежилета — от 6 до 8 кг.[источник не указан 1452 дня]

### Недостатки
- Высокий показатель закрытой локальной контузионной травмы, что может привести к получению травм и увечий пользователем, даже при непробитии поражающим элементом защитной композиции бронежилета.
- Клеевое крепление керамических дисков «Шкуры дракона» не выдерживают длительной эксплуатации при высоких температурах, и после некоторого времени использования в жарком климате, при попадании пули в жилет (или иного воздействия) возможно отделение керамических дисков от подложки, что приводит к критическому снижению защитных свойств бронежилета.

### Полевые испытания
Результаты полевых испытаний «Шкуры дракона»:
Официальные испытания, проведенные армией США, бронежилет провалил, что повлекло запрет на его использование военнослужащими США. 
Тем не менее бронежилет используется: ЧВК, работающими в Афганистане, некоторыми спецподразделениями в Ираке и Афганистане, девятью высшими офицерами и их телохранителями, Секретной Службой. ЦРУ также использует бронежилет в своих операциях.